# Ratchet i Clank
Ratchet i Clank (engl. Ratchet & Clank) je američki računalno-animirani film iz 2016. godine studija Rainmaker Entertainment i Redatelji filma su Kevin Munroe, distributerska kuća je Gramercy Pictures i Focus Features. Premijera filma bila je 29. travnja 2016. godine u SAD-u.

## Radnja
Ratchet i Clank je priča o dva netipična junaka koji se bore protiv zločestog izvanzemaljca koji želi uništiti sve planete u galaksiji Solana. Kako bi spasili galaksiju, morat će udružiti snage s timom šarenih heroja zvanih The Galactic Rangers. Usput će učiti o junaštvu, prijateljstvu, te važnost otkrivanja vlastitog identiteta.

## Glavne uloge
- James Arnold Taylor - Ratchet
- David Kaye - Clank
- Jim Ward - Captain Qwark
- Armin Shimerman - Doctor Nefarious
- Paul Giamatti - Chairman Drek
- John Goodman - Grim Razz
- Bella Thorne - Cora Veralux
- Rosario Dawson - Elaris
- Sylvester Stallone - Victor
- Vincent Tong - Brax Lectrus
- Andrew Cownden - Zed
- Don Briggs - Starship Commander
- Ian James Corlett - Blarg
- Brian Dobson - Dallas Wannamaker, Announcer, Drek Computer
- Brian Drummond - Mr. Zurkon, Inspectobot, Warbot, The Plumber
- Cole Howard - Stanley
- Alessandro Juliani - Solana Trooper
- Rebecca Shoichet - Stanley's Mom, Ship Computer
- Tabitha St. Germain - Juanita Alvaro
- Brad Swaile - Ollie, Superfan
- Lee Tockar - Mr. Micron

## Hrvatska sinkronizacija
| Ime                      | Engleska inačica    | Hrvatska inačica      |
| ------------------------ | ------------------- | --------------------- |
| Ratchet                  | James Arnold Taylor | Mitja Smiljanić       |
| Clank                    | David Kaye          | Marko Movre           |
| Kapetan Kopernik Qwark   | Jim Ward            | Aleksandar Cvjetković |
| Predsjednik Druk         | Paul Giamatti       | Željko Königsknecht   |
| Dr. Nefarious            | Armin Shimerman     | Luka Petrušić         |
| Elaris                   | Rosario Dawson      | Hana Hegedušić        |
| Brax "Beštija" Lectrus   | Vincent Tong        | Filip Juričić         |
| Cora Veralux             | Bella Thorne        | Mirna Medaković       |
| Grimroth                 | John Goodman        | Ivica Zadro           |
| Dallas Wannamaker        | Brian Dobson        | Zoran Šprajc          |
| Victor Von Ion           | Sylvester Stallone  | Ljubo Zečević         |
| Zed                      | Andrew Cownden      | Dražen Bratulić       |
| Instruktor ranger-vježbe | ???                 | Mario Petreković      |
| G. Micron                | Lee Tockar          | Duško Valentić        |

Ostali glasovi:
- Enes Vejzović
- Darko Janeš
- Mima Karaula
- Davor Svedružić
- Ivan Đuričić
- Ivana Bolanča
- Dario Ćurić
- Željko Tomac
- Vjekoslav Hudeček
- Ivan Šatalić
- Martina Kapitan Bregović
- Dragan Peka

- Prijevod i adaptacija dijaloga: Davor Slamnig
- Redatelji dijaloga: Tomislav Rukavina
- Tonski snimatelj: Damir Keliš
- Re-recording mixer: Bojan Kondres
- Obrada i produkcija: Duplicato Media d.o.o.
- Distribucija: Blitz film i video

## Unutarnje poveznice
- Rainmaker Entertainment
- Gramercy Pictures
- Focus Features

## Vanjske poveznice
- Ratchet i Clank u internetskoj bazi filmova IMDb-a (engl.)
- Ratchet i Clank na Rotten Tomatoes (engl.)